# Tiago Splitter
Tiago Splitter Beims (Joinville, 1 de janeiro de 1985) é um ex-basquetebolista brasileiro que jogou sete temporadas na National Basketball Association (NBA). Ele assinou contrato com o Paris Basketball e dessa forma tornou-se o primeiro brasileiro a treinar uma equipe da Euroliga.
Três vezes selecionado para a Primeira-Equipe da EuroLeague antes de sua carreira na NBA, ele se tornou o primeiro jogador brasileiro a vencer um título da NBA, em 2014, como membro do San Antonio Spurs.

## Carreira profissional

### Brasil e Espanha (1999–2010)
Splitter começou sua carreira profissional em 1999. Em 2000, ele começou a jogar na liga espanhola de primeiro nível, a Liga ACB. Em 2004, Splitter se naturalizou espanhol. Splitter foi nomeado o MVP da Supercopa da Espanha em 2006 e 2007. Ele também foi nomeado para a Primeira-Equipe da EuroLeague na temporada de 2007-08, depois de ajudar o Saski Baskonia a chegar ao Final Four. Na temporada seguinte, Splitter chegou aos playoffs da EuroLeague, mas não conseguiu fazer outra participação no Final Four. No entanto, seu desempenho lhe rendeu um lugar na Segunda-Equipe da EuroLeague. Ele foi eleito o MVP da Liga Espanhola em 2010.
Esperava-se que Splitter se declarasse para o Draft da NBA de 2006, mas a multa alta em seu contrato desencorajou as equipes da NBA e ele permaneceu na Liga ACB naquela temporada. Splitter foi automaticamente elegível para o Draft da NBA de 2007, já que ele tinha pelo menos 22 anos de idade na época do draft. Ele foi selecionado pelo San Antonio Spurs, na primeira rodada do draft, como a 28ª escolha geral.
Em 28 de maio de 2008, a ESPN Brasil informou que Splitter havia renovado seu contrato com o Saski Baskonia em um contrato de dois anos. O contrato permitia ao brasileiro ganhar 8 vezes mais do que o teto salarial para novatos da NBA teria permitido. Em 7 de junho de 2008, o San Antonio Express-News informou que o gerente geral do Spurs, R.C. Buford, afirmou que Splitter informou a equipe que não viria a San Antonio para a temporada de 2008-09.
Em vez disso, Splitter assinou uma extensão com o Saski Baskonia, que o manteria na Liga ACB até 2010. Foi anunciado em 9 de julho de 2010 que Splitter havia optado por não assinar seu contrato com Saski Baskonia, a fim de assinar na NBA com o San Antonio Spurs.

### San Antonio Spurs (2010–2015)
Em 12 de julho de 2010, Splitter assinou um contrato com o San Antonio Spurs. O negócio foi estimado em US $ 11 milhões em 3 anos.
Ele teve seu primeiro jogo como titular na NBA em 19 de março, contra o Charlotte Bobcats, no lugar do lesionado Tim Duncan. Neste jogo, Splitter registrou 8 pontos e 6 rebotes.

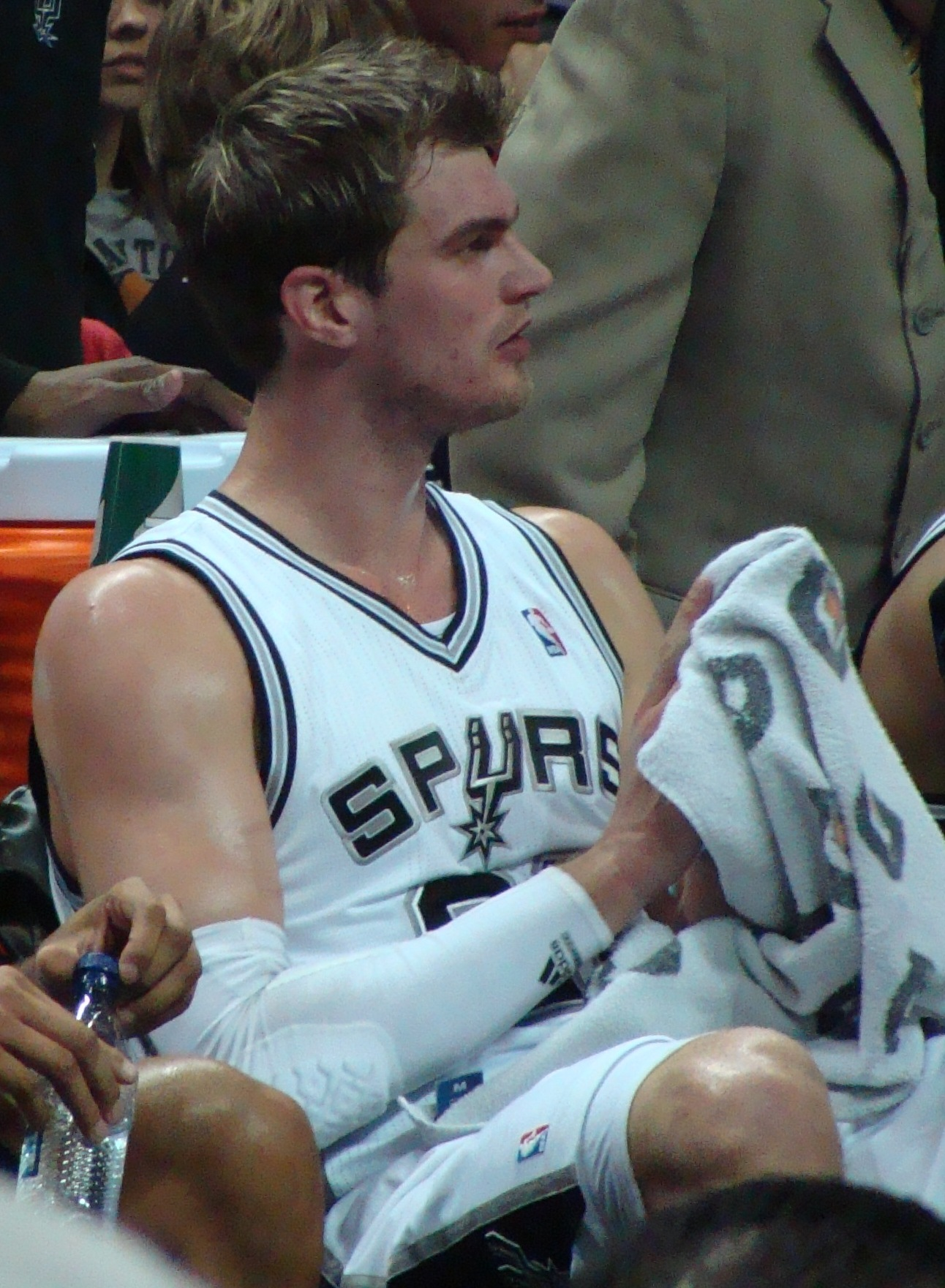
Splitter no banco de reservas em 2012

Em 8 de fevereiro de 2012, Splitter e seu companheiro de equipe, Kawhi Leonard, foram selecionados para jogar no Rising Stars Challenge de 2012. Em 17 de fevereiro, foi revelado que Splitter e Leonard seriam companheiros de equipe do Team Chuck. No entanto, devido a uma lesão, ele foi dispensado do Team Chuck e foi substituído por Derrick Favors.
Em 29 de maio de 2012, no Jogo 2 das finais da Conferência Oeste, o técnico do Oklahoma City Thunder, Scott Brooks, tentou desacelerar o ataque de San Antonio por meio da falta contínua de Splitter, enviando-o para a linha de lance livre com o "Hack-a-Shaq".
Ele jogou sua temporada mais produtiva com os Spurs em 2012–13, com médias de 10,3 pontos e 6,4 rebotes. Ele foi titular em 58 jogos, enquanto os Spurs terminaram como a segunda melhor campanha do Oeste, atrás do Oklahoma City Thunder. Os Spurs avançariam para as Finais da NBA de 2013 mas perderiam para o Miami Heat em sete jogos.
Em 13 de julho de 2013, ele renovou seu contrato com os Spurs. Em 15 de junho de 2014, Splitter venceu seu primeiro título da NBA, depois que os Spurs derrotaram o Miami Heat por 4-1 nas Finais da NBA de 2014.
Depois de perder 20 dos primeiros 21 jogos da temporada de 2014-15 com uma lesão nas costas, Splitter jogou o resto da temporada, até perder os últimos seis jogos da temporada regular com uma lesão na panturrilha. Ele voltou para os playoffs, mas os Spurs foram derrotados na primeira rodada pelo Los Angeles Clippers em sete jogos.

### Atlanta Hawks (2015–2017)
Em 9 de julho de 2015, Splitter foi negociado com o Atlanta Hawks em troca de Georgios Printezis e uma futura escolha de segunda rodada do draft. Em 16 de fevereiro de 2016, ele foi descartado pelo resto da temporada, após optar por fazer uma cirurgia para reparar o quadril direito.
Em 11 de outubro de 2016, Splitter foi descartado por quatro semanas com uma distensão de grau 2 no tendão da coxa. Ele foi afastado por mais seis semanas, em 26 de novembro, depois que um exame de ressonância magnética revelou uma distensão grau 2 na panturrilha direita.

### Philadelphia 76ers (2017)
Em 22 de fevereiro de 2017, Splitter foi negociado, junto com uma escolha de segunda rodada de draft, para o Philadelphia 76ers, em troca de Ersan İlyasova.
Em 21 de março de 2017, ele foi designado para o Delaware 87ers, o afiliado dos 76ers na D-League. Ele foi chamado de volta seis dias depois. Em 28 de março de 2017, ele fez sua estreia pelos 76ers, registrando dois pontos e três rebotes em sete minutos em uma vitória por 106–101 sobre o Brooklyn Nets. Splitter, que estava se recuperando de uma lesão na panturrilha direita, entrou no jogo no final do primeiro quarto e jogou sua primeira partida desde 31 de janeiro de 2016.

### Aposentadoria
Em 19 de fevereiro de 2018, Splitter anunciou sua aposentadoria do basquete profissional, devido a uma lesão no quadril que havia prejudicado o andamento de sua carreira.

## Pós-carreira
Em 24 de abril de 2018, Splitter foi contratado pelo Brooklyn Nets, como um olheiro profissional, com funções adicionais relacionadas ao desenvolvimento do jogador em quadra. Em 23 de setembro de 2019, ele foi promovido pelos Nets a treinador de desenvolvimento de jogadores.

## Carreira na seleção
Splitter conquistou medalhas de ouro com a Seleção Brasileira de Basquetebol Masculino no Campeonato Sul-Americano de 2003, nos Jogos Pan-Americanos de 2003, na Copa América de Basquetebol 2005, no Copa América de Basquetebol de 2009 e na Copa América de Basquetebol de 2011. Com o Brasil, ele também jogou o Campeonato Mundial de Basquetebol de 2002, o Campeonato Mundial de Basquetebol de 2006, o Campeonato Mundial de Basquetebol de 2010, as Olimpíadas de 2012 e a Copa do Mundo de Basquetebol de 2014.

## Estatísticas

### EuroLeague
| Ano      | Equipe       | PJ  | PT | MPJ  | AP   | 3P   | LL   | RT  | AS  | BR  | TO  | PPJ  |
| -------- | ------------ | --- | -- | ---- | ---- | ---- | ---- | --- | --- | --- | --- | ---- |
| 2003–04  | Tau Cerámica | 16  | 1  | 11.2 | .619 | .000 | .632 | 2.4 | .3  | .4  | .3  | 4.0  |
| 2004–05  | Tau Cerámica | 19  | 2  | 17.8 | .533 | .000 | .487 | 4.5 | .9  | .7  | .7  | 7.0  |
| 2005–06  | Tau Cerámica | 24  | 11 | 21.6 | .599 | .000 | .547 | 4.6 | .6  | 1.3 | .5  | 9.5  |
| 2006–07  | Tau Cerámica | 20  | 12 | 24.7 | .580 | .000 | .529 | 6.0 | .8  | 1.4 | .3  | 10.7 |
| 2007–08  | Tau Cerámica | 25  | 13 | 22.5 | .618 | .000 | .645 | 5.0 | 1.1 | 1.0 | .8  | 14.0 |
| 2008–09  | Tau Cerámica | 17  | 12 | 24.7 | .655 | .000 | .602 | 5.4 | 1.6 | .6  | 1.6 | 14.0 |
| 2009–10  | Caja Laboral | 16  | 14 | 26.7 | .535 | .000 | .636 | 5.4 | 1.8 | .8  | .5  | 13.0 |
| Carreira | Carreira     | 137 | 65 | 21.3 | .591 | .000 | .582 | 4.7 | 1.0 | .8  | .6  | 10.3 |

### NBA
| † | Campeão da temporada da NBA |

#### Temporada regular
| Ano      | Equipe        | PJ  | PT  | MPJ  | AP   | 3P   | LL   | RT  | AS  | BR  | TO  | PPJ  |
| -------- | ------------- | --- | --- | ---- | ---- | ---- | ---- | --- | --- | --- | --- | ---- |
| 2010-11  | San Antonio   | 60  | 6   | 12.3 | .529 | .000 | .543 | 3.4 | .4  | .5  | .3  | 4.6  |
| 2011-12  | San Antonio   | 59  | 2   | 19.0 | .618 | .000 | .691 | 5.2 | 1.1 | .4  | .8  | 9.3  |
| 2012-13  | San Antonio   | 81  | 58  | 24.7 | .560 | .000 | .730 | 6.4 | 1.6 | .8  | .8  | 10.3 |
| 2013-14  | San Antonio † | 59  | 50  | 21.5 | .523 | .000 | .699 | 6.2 | 1.5 | .5  | .5  | 8.2  |
| 2014-15  | San Antonio   | 52  | 35  | 19.8 | .558 | .000 | .750 | 4.8 | 1.5 | .7  | .7  | 8.2  |
| 2015-16  | Atlanta       | 36  | 2   | 16.1 | .523 | .000 | .813 | 3.3 | .8  | .6  | .3  | 5.6  |
| 2016-17  | Philadelphia  | 8   | 0   | 9.5  | .452 | .333 | .818 | 2.8 | .5  | .1  | .1  | 4.9  |
| Carreira |               | 355 | 153 | 17.5 | .537 | .047 | .720 | 4.5 | 1.0 | 0.5 | 0.5 | 7.3  |

#### Playoffs
| Ano      | Equipe        | PJ | PT | MPJ  | AP   | 3P   | LL   | RT  | AS  | BR  | TO  | PPJ |
| -------- | ------------- | -- | -- | ---- | ---- | ---- | ---- | --- | --- | --- | --- | --- |
| 2011     | San Antonio   | 3  | 0  | 16.7 | .625 | .000 | .000 | 4.7 | .3  | 1.0 | .3  | 6.7 |
| 2012     | San Antonio   | 13 | 0  | 12.9 | .638 | .000 | .372 | 2.8 | .8  | .4  | .3  | 5.8 |
| 2013     | San Antonio   | 19 | 15 | 20.4 | .536 | .000 | .788 | 3.1 | 1.2 | .8  | .7  | 6.1 |
| 2014     | San Antonio † | 23 | 18 | 22.4 | .610 | .000 | .718 | 6.1 | 2.0 | .7  | .5  | 7.5 |
| 2015     | San Antonio   | 7  | 7  | 17.6 | .375 | .000 | .316 | 4.4 | 1.3 | .6  | .1  | 3.4 |
| Carreira |               | 65 | 40 | 18.0 | .556 | .000 | .438 | 4.2 | 1.1 | 0.7 | 0.3 | 5.9 |

## Prêmios
- Campeão da NBA: 2014
- Campeão da Liga Espanhola: 2008 e 2010
- Campeão da Copa del Reiy: 2004, 2006, 2009
- Campeão da Supercopa da Espanha: 2005, 2006, 2007, 2008
- Campeão da Terceira Divisão Espanhola: 2002
- All-EuroLeague First Team: 2008
- All-EuroLeague Second Team: 2009, 2010
- MVP da Liga Espanhola: 2010
- MVP das Finais da Liga Espanhola: 2010
- Equipe da Liga Espanhola: 2010
- MVP da Supercopa da Espanha: 2006, 2007
- Seleção Brasileira:
  - Copa América de Basquete:
    -  Medalha de Ouro: 2005
    -  Medalha de Ouro: 2008
    -  Medalha de Ouro: 2011

  - Jogos Pan-Americanos:
    -  Medalha de Ouro: 2003

  - Campeonato Sul-Americano de Basquete:
    -  Medalha de Ouro: 2003

## Vida pessoal
Splitter é filho de Cassio e Elisabeth Splitter. Ele foi criado como cristão, apesar de seu pai ser de ascendência judaica. Em 2009, a irmã de Splitter, Michelle, também jogadora de basquete, morreu de leucemia, aos 19 anos. Em 2017, Splitter se casou com sua esposa, Fernanda.